# Lochy i smoki: Klątwa smoka
Lochy i smoki: Klątwa smoka (ang. Dungeons & Dragons: Wrath of the Dragon God) – niemiecko-litewsko-brytyjsko-amerykański film fantasy z 2005 roku w reżyserii Gerry'ego Lively'ego. Zdjęcia kręcono w Wilnie i Trokach.

## Opis fabuły
Czarnoksiężnik Damodar (Bruce Payne) za pomocą magicznej czarnej kuli chce podbić królestwo Ismiru. Gromadzi armię złożoną z harpii, smoków i innych baśniowych stworzeń. Szlachetnych żołnierzy Ismiru w walce z groźnym wrogiem wspiera wojownik Berek.

## Obsada
- Mark Dymond jako Berek
- Clemency Burton-Hill jako Melora
- Bruce Payne jako Damodar
- Ellie Chidzey jako Lux
- Steven Elder jako Dorian
- Lucy Gaskell jako Ormaline
- Roy Marsden jako Oberon
- Tim Stern jako Nim